# Lago Krüger
El lago Krüger es un lago de origen glaciar ubicado en la provincia del Chubut, Argentina, dentro del parque nacional Los Alerces, en el departamento Futaleufú.
El lago, que forma parte de la cuenca hidrográfica del río Futaleufú, se trata de la continuación del lóbulo austral del lago Futalaufquen que ocupa una depresión transversal y diferenciada del cuerpo lacustre antes mencionado por una de las tantas angosturas que existen en los lagos de los Andes patagónicos.
El lago Stange y el lago Chico vierten sus aguas en el Krüger, y de este sale el torrentoso y pintoresco río Frey, caracterizado por sus rápidos, que desagua en el embalse Amutuy Quimey (o lago Situación).
Los aportes provenientes de los caudales reunidos en los tramos superiores son drenados hacia el brazo suroeste del lago Futalaufquén. En consecuencia, pertenece a la vertiente del océano Pacífico, ya que el río Futaleufú continúa, cruzando la frontera con Chile, hacia el río Yelcho.